# Fonollosa
Fonollosa település Spanyolországban, Barcelona tartományban. Lakosainak száma 1585 fő (2024).

## Földrajza
Fonollosa Aguilar de Segarra, Sant Mateu de Bages, Sant Joan de Vilatorrada, Rajadell és Manresa községekkel határos.

## Népesség
A település lakosságának változását az alábbi diagram mutatja:
| Lakosok száma | 269  | 852  | 1007 | 816  | 641  | 1173 | 1399 | 1429 | 1453 | 1585 |
|               | 1717 | 1887 | 1936 | 1960 | 1986 | 2004 | 2009 | 2014 | 2019 | 2024 |